# Cypa
Cypa is een geslacht van vlinders uit de onderfamilie Smerinthinae van de familie pijlstaarten (Sphingidae).

## Soorten
- Cypa bouyeri Cadiou, 1998
- Cypa claggi Clark, 1935
- Cypa decolor (Walker, 1856)
- Cypa duponti Roepke, 1941
- Cypa enodis Jordan, 1931
- Cypa ferruginea Walker, 1865
- Cypa kitchingi Cadiou, 1997
- Cypa latericia Inoue, 1991
- Cypa terranea (Butler, 1876)
- Cypa uniformis Mell, 1922